# Oceanopona croceipennis
Oceanopona croceipennis är en insektsart som beskrevs av Rauno E. Linnavuori 1960. Oceanopona croceipennis ingår i släktet Oceanopona och familjen dvärgstritar. Inga underarter finns listade i Catalogue of Life.